# Cactus Journal (Croydon)
Cactus Journal (Croydon) (abreviado Cact. J. (Croydon)) fue una revista con ilustraciones y descripciones botánicas que fue editada en Croydon. Se publicaron 8 números desde 1932-1939. Fue sustituida por Cact. Succ. J. Gr. Brit..